# 韦尔苏瓦
韦尔苏瓦（法語：Versoix，法語發音：[vɛʁswa]）是瑞士日内瓦州的一个市镇，位于日内瓦市区以北，莱芒湖北岸（右岸），与沃州相接。
韦尔苏瓦河流经韦尔苏瓦，注入莱芒湖。
瑞士联邦铁路在韦尔苏瓦建有车站。
瑞士的巧克力生产商费爵（Favarger）的总部和工厂均设在韦尔苏瓦。近年来，维尔索瓦都在春季举行巧克力节。节日期间，游客可以品尝、购买各种巧克力，并参观巧克力工厂。

## 外部連結
- （法文）维尔索瓦